# Hereze

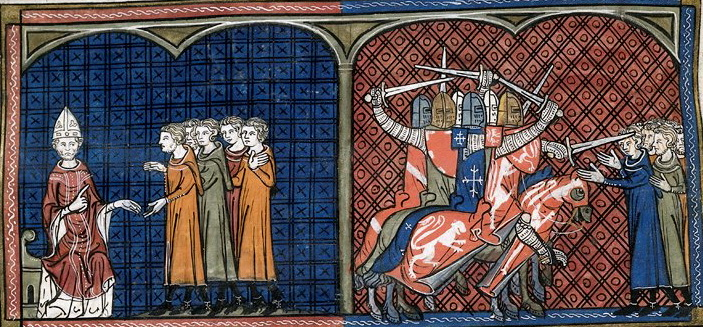
Papež Inocenc III. exkomunikuje katary, působící v jižní Francii (vlevo). Masakr katarů křižáky (vpravo).

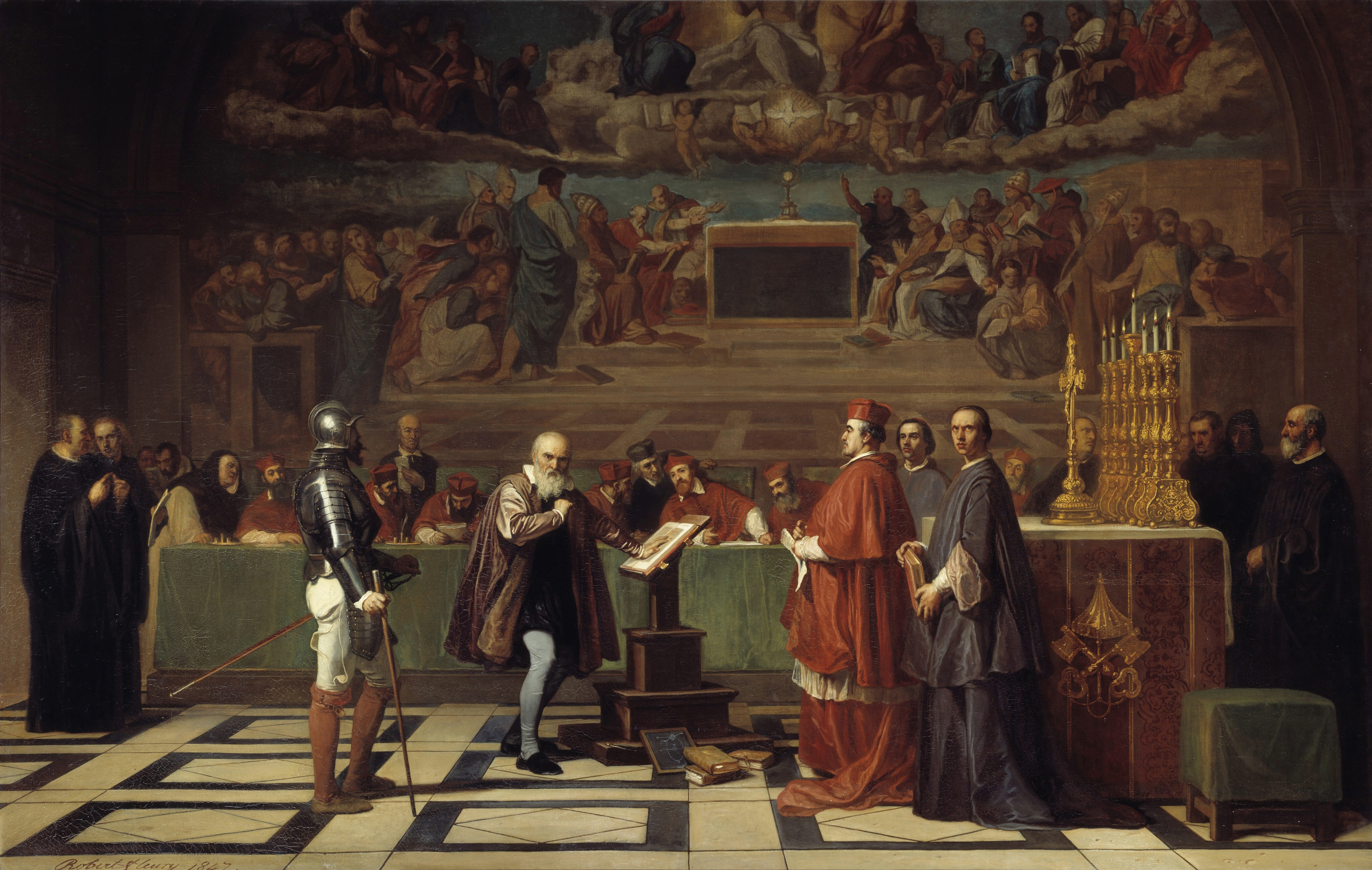
Galileo Galilei před soudem inkvizice

Hereze (z řeckého αἵρεσις hairesis volba, výběr) označovalo původně filosofické směry, dnes obvykle odštěpený menšinový náboženský směr, který je v podstatném věroučném rozporu s oficiální církví. Oficiální církev, která sama sebe považuje za pravověrnou neboli ortodoxní, označuje za heretiky stoupence učení, které je v rozporu s jejím dogmatem a které vnímá jako ohrožení, proti kterému je potřeba aktivně vystupovat. Jde tedy o označení odlišného věroučného (konfesijního) směru z pohledu oficiální církve a z pohledu odštěpené církve může být vnímáno jako pejorativní.
Jako hereze se původně označovaly křesťanské směry prvních staletí n. l., vůči kterým se vymezovala většinová církev na velkých ekumenických koncilech a na základě toho formulovala své základní články víry, sumarizované v tzv. vyznání víry. Patřily k nim např. manicheismus, ariánství a nestoriánství, zosobněné jejich vybraným hlasatelem, podle kterého získaly jméno. Po rozpadu jednotného křesťanství, zejména velkém schizmatu, které jej rozdělilo na dvě „pravověrné“ církve, východní (pravoslavnou, ortodoxní) a západní (katolickou, „všeobecnou“), začala být za hereze označována učení odsouzená jednotlivými církvemi. Objevují se pak další termíny jako blud nebo kacířství, odvozený od názvu středověkých katarů.
Místo o herezi se mluví o schizmatu v případě rozštěpení náboženství na větší větve, např. Velké schizma. Sekta označuje herezi, která má charakter spíše nového náboženství. Odlišný význam má také apostáze – odpadnutí od víry a blasfemie či rouhání –urážka, znevážení předmětu náboženské úcty.

## Vymezení pojmu
Pravověrná doktrína je vymezována církvemi prostřednictvím dogmat. Mezi herezí a schismatem je rozdíl v tom, že hereze se chápe jako odchylka od víry uvnitř církve, schisma je naproti tomu rozštěpení církve na dva nové subjekty. Gilbert Keith Chesterton definoval herezi jako „zblázněnou pravdu“, takže ji lze vnímat jako teologickou výzvu. Ačkoliv je pojem spojován především s křesťanstvím, v němž vznikl, užívá se i pro označení odchylky v rámci jiných náboženství, například Achnatonově atonismu v náboženství egyptském (přibližně 1354 př. n. l.-1336 př. n. l.), který byl krátce po faraonově smrti opuštěn.
Slovo kacíř je zevšeobecněním pojmu katar (z řeckého καθαρός katharos čistý), což byl příslušník francouzského středověkého náboženského hnutí, jehož stoupenci byli vyvražděni křížovými výpravami počátkem 13. století. Pojmy kacířství a kacíř se používají především ve vztahu ke středověkým herezím.

## Hereze v křesťanství

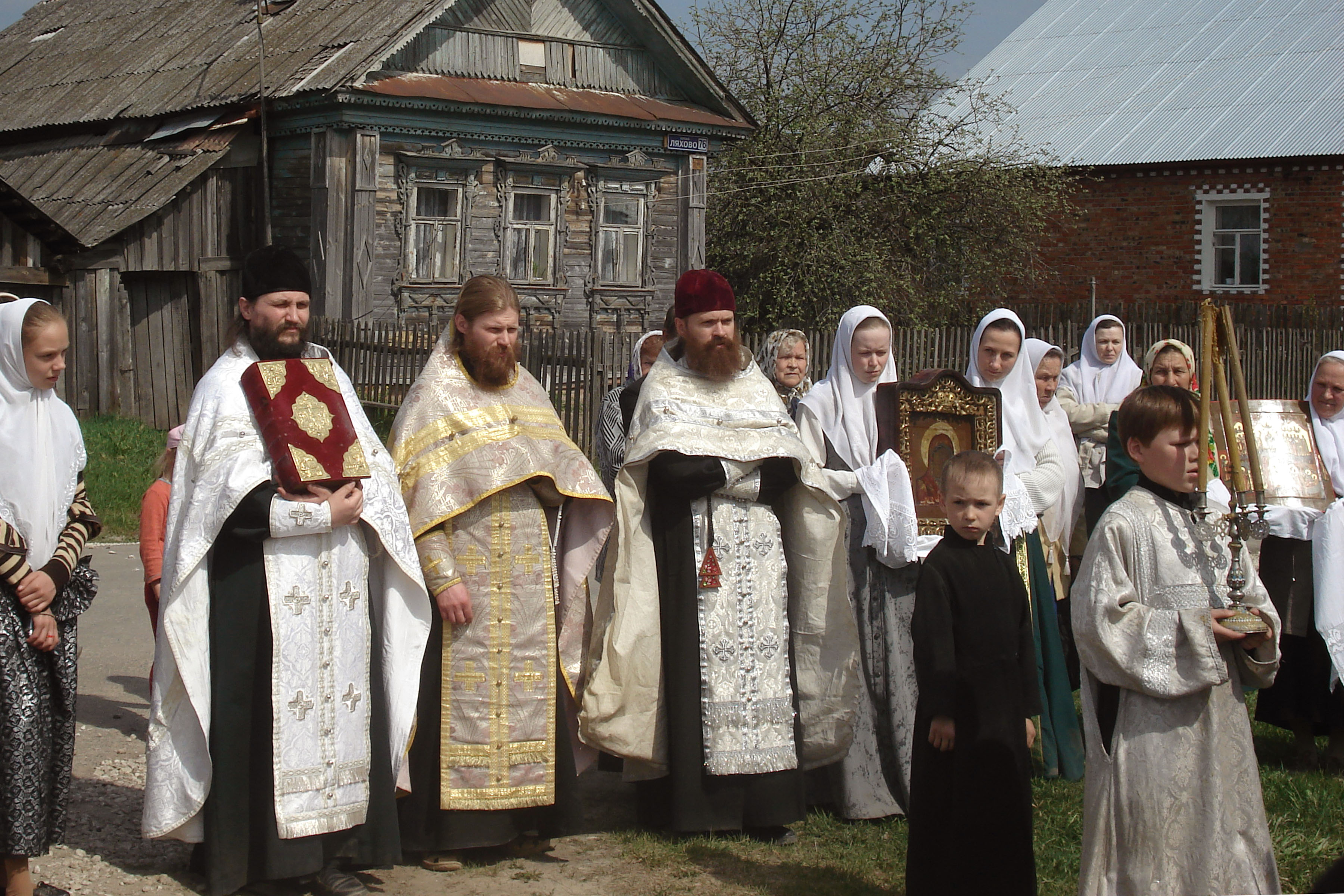
Ruští starověrci byli pravoslavnou církví pronásledováni jako heretici

Heretické názory byly v historii násilím potlačovány, dnes ve vlastním smyslu je hereze příčinou ukončení společenství víry s danou církví, tedy exkomunikací.
Církev předpokládá, že hereze je překážkou spásy, že kacíř bude věčně zatracen, pokud Bůh ve své nekonečné milosti nerozhodne jinak. Za prvního popraveného heretika lze považovat španělského mnicha Priscilliana z Avily, kterého nechal na formální žádost dvou biskupů popravit císař Magnus Maximus v roce 385. Priscillianus na základě sporného výkladu Pavlových epištol založil přísně asketickou skupinu, praktikující důsledný celibát. Zakazoval svým následníkům manželství (a pochopitelně i mimomanželský sex), slavení nedělí, prosazoval rovnost pohlaví. Jeho názory byly v rozporu s učením tehdejší církve a byl proto obviněn z čarodějnictví a zabit.
Ve středověku byla zřízena inkvizice, která vyhledávala kacířství. Zatvrzelí nebo znovu upadlí kacíři byli vydáváni světské moci k potrestání. Hereze byla totiž kodifikována světskou mocí jako zločin a obvykle za něj byl stanoven trest smrti upálením. Při vyšetřování kacířství byly oběti často nuceny k přiznání nelidským zacházením, včetně mučení.

## Hereze v křesťanských církvích

### Základní hereze

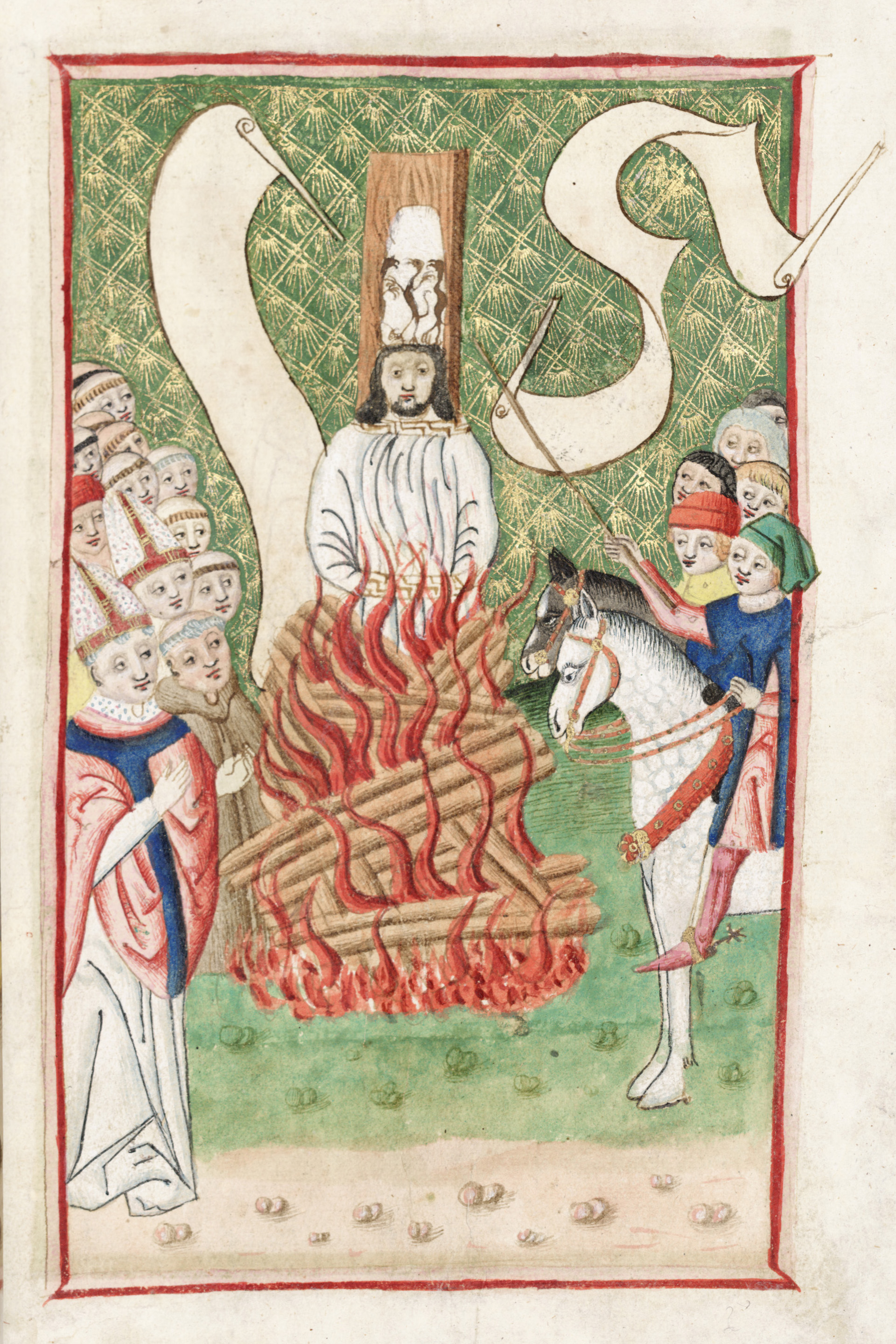
Husitství bylo odsouzeno na Kostnickém koncilu. Ve snaze potlačit husitství bylo vedeno pět křížových výprav.

Každé církevní dogma je v zásadě určitou formou negace jednostranných interpretací Zjevení. Základní pravdy víry vykazují strukturu bipolárního paradoxu, pak také každá hereze v sobě nese kus pravdy, kterou je třeba nechat přebývat v chrámu ortodoxie.
Kromě vnitřní bipolárně paradoxální struktury tajemství víry je ale třeba ještě zmínit vnější polaritu, která se projevuje mezi neměnným poselstvím zjevení a dobovou místní kulturní filozofií.
Pouze katolická církev má orgán zvlášť určený pro zkoumání a definování náboženské nauky, který posuzuje, zda určitý autor není s naukou církve v rozporu. Jde o Kongregaci pro nauku víry, dříve Svaté officium (vzniklo reformou Inkvizice), která je jedním z výkonných orgánů papeže. Není to však jediná instituce, která může označit nějaké učení za herezi. Stejnou (ale nadřazenou) pravomoc má koncil.

### Nekatolické církve
I jiné církve mají prostředky, jak deklarovat, že je nějaké učení heretické. Například anglikánská církev může požádat parlament, aby něco prohlásil za heretické. Heretici a nakládáni s nimi se objevují i v judaismu (Spinoza) nebo v islámu (drúzové).

## Hereze jako historická skutečnost
Hereze stojí ve středu budování Západu, protože umožnila zrození Inkvizice. Inkviziční řízení bylo definitivně ustanoveno papežem Řehořem IX. v roce 1231.

### Kanonický korpus Nového zákona a hereze
Kanonický korpus Nového zákona, nebo také sbírka textů, postupně prohlašovaných za ortodoxní, což znamená odvozené v přímé linii od jednou provždy zafixovaného Kristova učení, umožňovaly formulovat jednotné a neměnné vyznání víry a založit světovou církev (všeobecnou – katolickou). Polemiky při zrodu kánonu vyjadřovaly rozdíly, které byly pro potřeby sporu zveličovány a nově vznikající církevní instituce je prohlubovaly. Už od konce 2. století se vytvářel stereotypní seznam herezí, který se neustále prodlužoval.

### Vývoj definice hereze
Řecký pojem „hereze“ se uchoval ve dvou výrocích apoštola sv. Pavla: „Neboť musí mezi vámi být i různé skupiny, aby se ukázalo, kdo z vás se osvědčí.“ (1 K 11,19) a „Sektáře jednou nebo dvakrát napomeň a pak se ho zřekni.“ (Tt 3, 10). Svatý Isidor Sevillský a sv. Augustin zprostředkovali středověku význam slova „heretik“. Sv. Augustin ve svém díle De heresibus, napsaném na počátku 5. století, rozeznává 85 herezí. Isidor Sevillský píše: „Haeresis graece, electio latinae“ a dodává, že „...heretik je nejen ten, kdo žije v bludu, ale trvá na něm“.

## Dějiny hereze a dějiny státu

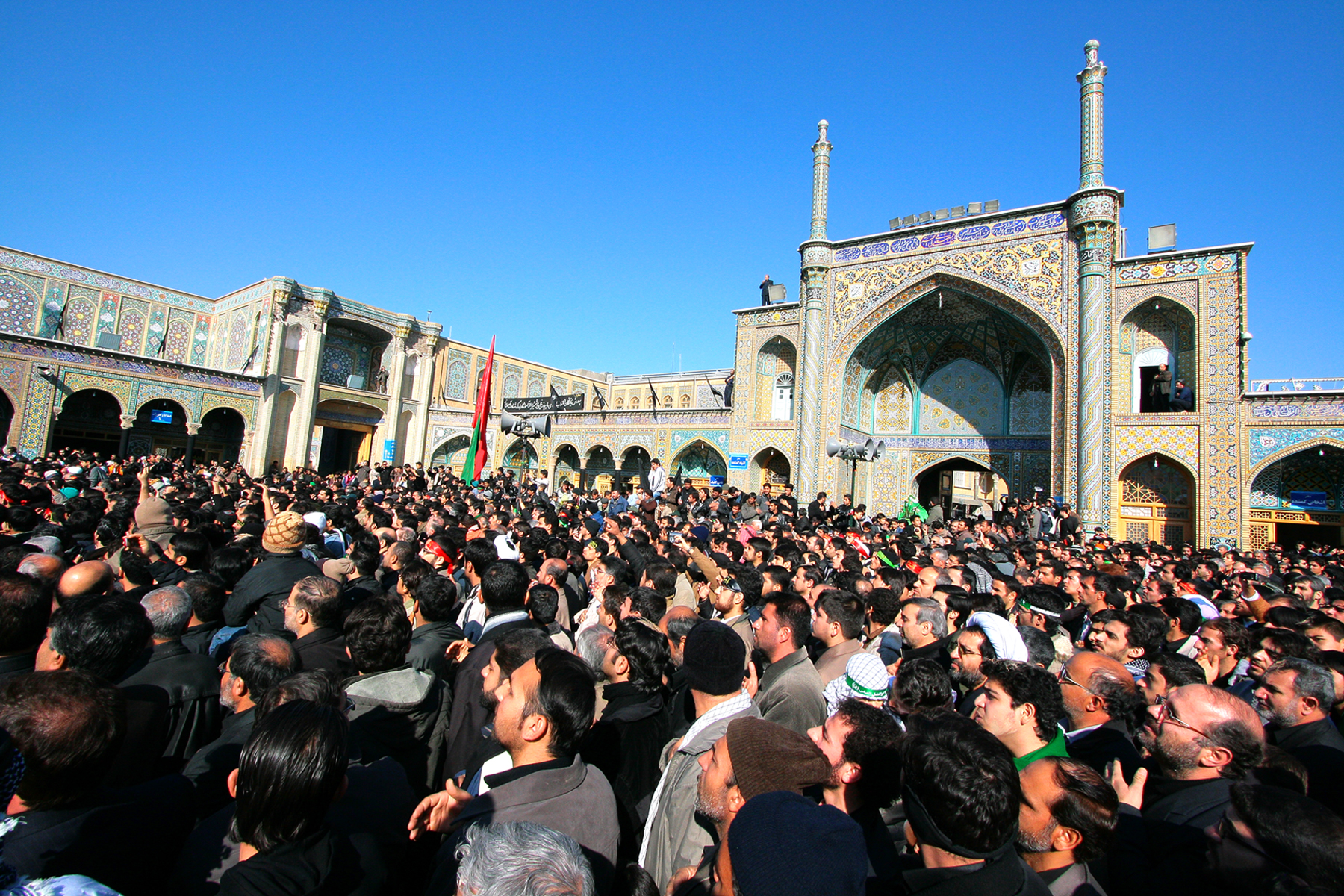
Šíité v Íránu. Ší'itský islám je některými sunnitskými muslimy považovan za herezi.

Císař Konstantin učinil z křesťanství povolené náboženství a dějiny herezí jsou úzce provázány s dějinami státu. Od 4. stol. mohli být lidé, kteří odmítali autoritu církevních Otců, pronásledováni zákonem podle stejného principu jako předtím, v pohanském období, křesťané odmítající přijmou kult císaře. Známým případem byl hispánský biskup Priscillianus, který byl roku 385 zabit na rozkaz císaře Magna Maxima. Je však nutné říct, že církev tak brutální postup spíše odmítala a milánský biskup sv. Ambrož i tehdejší papež Siricius císaře za tento krok tvrdě kritizovali. Po pádu římského impéria hereze z latinského Západu postupně mizí a znovu se objevuje v 10. století po zániku Francké říše. Nejstarší středověké zprávy o herezi pocházejí z kapetovské Francie, kde za krále Roberta II. došlo roku 1022 k prvnímu známému upalování kacířů. Až do 13. stol. se však jednalo o řídký, z hlediska majoritní společnosti spíše okrajový jev.

## Klášterní diskurs do poloviny 12. století
Na počátku 11. století se objevují pět konkrétních, přesně datovaných případů, jejichž aktéři jsou známi. O čtyřech aférách z pěti vypráví burgundský mnich Raul Glaber v prvních čtyřech knihách svých Dějin, které sepsal v letech 1031 až 1042. Významnou událost klade do roku 1000: rolník Leutard z Vertus u Chậlons-de-Champagne vyhnal svou ženu, rozbil sochy svatých i kříž, odmítl platit desátky a začal kázat. Nebo: učený Vilgard z Raveny se stal kacířem pro svou lásku ke gramatice a pohanským básníkům. Vážnější byl případ v Orleánsu. O Vánocích v roce 1022 bylo asi deset až čtrnáct vysoce postavených kleriků z tamní katedrály, včetně scholastika, obviněno z kacířství a na rozkaz krále Roberta Pobožného upáleno. Dvě zprávy o této události pocházejí z kláštera Fleury-sur-Loire, jehož opat se účastnil synody v Orléansu. Po dramatické události mnich z Ripollu v Katalánsku, který v Orleánsu právě pobýval, poslal svému opatovi dopis, v němž tvrdí, že odsouzení popírali milost křtu, eucharistii, opuštění smrtelných hříchů, manželství a zdržovali se požívání masa. Stejná odezva se objevuje v Gauzlinově Životě, sepsaném v roce 1040. V roce 1031 líčí mnich Adémar z Chabannes. Ve své Kronice odsouzence jako manichejce sloužící ďáblu – je jediný, kdo zachází tak daleko. Kolem roku 1080 autor listináře kostela Saint-Piérre v Chartres věnoval této události obsáhlý exkurz a přimísil do nich báchorky o nočních orgiích provinilců. Uprostřed intelektuální společnosti otevřené nejodvážnějším teologickým spekulacím se politické kliky střetly kvůli obsazování biskupských stolců. Scholastik z Tours Béranger, který ve svém učení popíral transsubstanciaci, měl větší štěstí, že jeho díla byla několikrát odsouzena a spálena. On sám si zachoval své postavení až do smrti. Roul Glaber a kronikář z 11. století, který přepsal protokol o výslechu arcikacíře: asi roku 1028 nalezl milánský arcibiskup při návštěvě turínské diecéze na hradě Monteforte komunitu mužů a žen, kteří společně užívali majetek, žili přehnaně cudně, modlili se a postili pod vedením jakéhosi Gérarda a pod ochranou jisté urozené dámy. Zdá se, napsal, že jejich učení vycházelo z teologie vyučované v karolinských školách na severu, která se šířila Itálií v 10. století. Zřejmě se jednalo o venkovskou komunitu kajícníků, která se odchýlila od učení církve a odmítla její autoritu. V době sociální krize zřejmě takových skupin nebylo málo.
V roce 1025 byli odhaleni kacíři z Arrasu, kteří jsou známi díky záznamům opsaným koncem 12. století v jednom cisterciáckém rukopise, který obsahuje polemiku s kacíři. Je to jediný pramen, který referuje o synodě, kterou svolal biskup z Cambrai a Arrasu. Kacíři z Arrasu jsou líčeni jako komunita nevzdělaných laiků. Pověst kacířského kraje se připisuje Akvitánii. Kacíři chtěli žít po vzoru apoštolů, hlásali zbožný život a neustále se modlili a postili. Protože odmítali uctívat kříž, relikviáře a obrazy svatých, protože zavrhovali svátost mše, z níž liturgie stále více vylučovala laiky a naopak do ní zahrnovala stále větší počet řeholníků s kněžským svěcením. Požadovali přístup ke studiu Bible a čím dál více si přisvojovali kněžské pravomoci.
V roce 1049 svolal papež Lev IX. první reformační koncil a vzal situaci na vědomí.